# National League South
Ej att förväxla med divisionerna i basebollens National League.
National League South, tidigare kallad Conference South, är en division i fotboll i det engelska ligasystemet National League. National League South ligger på nivå sex i det engelska ligasystemet tillsammans med National League North, direkt under divisionen National League.

## Historia
Divisionen skapades 2004 som en del i en omfattande omorganisation av det engelska fotbollssystemet nedanför nivå fyra.

## Organisation
Klubbarna i divisionen kommer från södra England och södra Wales.
Vinnaren flyttas automatiskt upp till National League tillsammans med vinnaren av ett playoff mellan klubbarna på plats två till sju. De sista fyra klubbarna flyttas ned till Southern Football League Premier Division eller Isthmian League Premier Division.
Klubbarna i divisionen går in i FA-cupen i den andra kvalificeringsomgången.

## Vinnare
| Säsong  | Divisionsvinnare         | Playoffvinnare           |
| ------- | ------------------------ | ------------------------ |
| 2004/05 | Grays Athletic           | Eastbourne Borough*      |
| 2005/06 | Weymouth                 | St Albans City           |
| 2006/07 | Histon                   | Salisbury City           |
| 2007/08 | Lewes                    | Eastbourne Borough       |
| 2008/09 | Wimbledon                | Hayes & Yeading United   |
| 2009/10 | Newport County           | Bath City                |
| 2010/11 | Braintree Town           | Ebbsfleet United         |
| 2011/12 | Woking                   | Dartford                 |
| 2012/13 | Welling United           | Salisbury City           |
| 2013/14 | Eastleigh                | Dover Athletic           |
| 2014/15 | Bromley                  | Boreham Wood             |
| 2015/16 | Sutton United            | Maidstone United         |
| 2016/17 | Maidenhead United        | Ebbsfleet United         |
| 2017/18 | Havant & Waterlooville   | Braintree Town           |
| 2018/19 | Torquay United           | Woking                   |
| 2019/20 | Wealdstone               | Weymouth                 |
| 2020/21 | Ingen, säsongen avbruten | Ingen, säsongen avbruten |
| 2021/22 | Maidstone United         | Dorking Wanderers        |
| 2022/23 | Ebbsfleet United         | Oxford City              |
| 2023/24 | Yeovil Town              | Braintree Town           |

* 2004/05 var det bara tre klubbar som gick upp; Eastbourne förlorade i playoff mot North Divisions playoffvinnare